# 日吉神社 (東金市)
日吉神社（ひよしじんじゃ）は、千葉県東金市大豆谷（上総国山辺郡）にある神社。社格は旧郷社。大山咋命を主祭神とする。

## 概要
社伝によれば、大同2年（807年）日本天台宗の祖最澄が東国巡錫の際近江国坂本の日吉大社の分霊を鴇ヶ峰（現在の山王台公園）に勧請したのが当社の創祀とされる。その後嘉慶元年（1387年）現在地に遷祀したが、一時期他所へ遷座したこともあるという。かつては山王大権現と称したが、明治初年の神仏分離で日吉神社と改め、明治6年（1873年）郷社に列した。
日吉神社の大祭で演奏される東金ばやしは千葉県の無形民俗文化財に指定されている。